# Aberkennung eines akademischen Grades
Die Aberkennung eines akademischen Grades (Depromotion) ist ein Verwaltungsakt, der die Verleihung eines akademischen Grades rückgängig macht.
Rechtsgrundlage sind in Deutschland die jeweiligen Prüfungsordnungen der Hochschulen, im Fall von Promotionsleistungen die Promotionsordnung der jeweiligen Fakultät in Verbindung mit den entsprechenden Vorschriften in den Verwaltungsverfahrensgesetzen der Bundesländer (§§ 48 ff. VwVfG).
Eine Aberkennung kann erfolgen, wenn sich der Bewerber oder die Bewerberin im Prüfungsverfahren zur Erlangung des akademischen Grades einer Täuschung schuldig gemacht hat, etwa eines Plagiats, aber auch, wenn die Person sich durch späteres wissenschaftliches Fehlverhalten als unwürdig für die Führung eines akademischen Grades erwiesen hat oder wegen einer vorsätzlich begangenen Straftat verurteilt worden ist.

## Deutschland
Die Verleihung eines akademischen Grades ist nach ihrer Rechtsnatur ein Verwaltungsakt. Bei der Aberkennung handelt es sich um dessen nachträgliche Aufhebung (actus contrarius).
Ein rechtswidriger Verwaltungsakt kann zurückgenommen, ein rechtmäßiger Verwaltungsakt kann widerrufen werden.
Der aberkennende Verwaltungsakt wird regelmäßig verbunden mit der zwangsgeldbewehrten Verpflichtung zur Herausgabe der Verleihungsurkunde.

### Aberkennung einer rechtswidrigen Verleihung
Stellt sich nach der Verleihung heraus, dass der Titel durch Täuschung erworben worden ist oder dass wesentliche Voraussetzungen für die Verleihung nicht vorgelegen haben, kann ein verliehener akademischer Grad wieder entzogen werden.
Abhängig von den konkreten Regelungen in den einzelnen Landeshochschulgesetzen und Prüfungsordnungen der Hochschulen kann ergänzend eine § 48 VwVfG entsprechende Regelung im Landesverwaltungsverfahrensgesetz zur Anwendung kommen.
Die Verleihung wird in der Regel mit Wirkung für die Vergangenheit aufgehoben, wobei sich der Betroffene nur unter bestimmten Voraussetzungen auf Vertrauensschutz berufen kann. Ein schutzwürdiges Vertrauen ist jedenfalls bei arglistiger Täuschung oder Bestechung ausgeschlossen.
Die Aufhebung steht im Ermessen der Hochschule. Dabei muss sie insbesondere das Vertrauen in die Wissenschaft abwägen gegen die beruflichen und sozialen Folgen für den Betroffenen. Die Medizinische Hochschule Hannover kam am 9. März 2016 im Fall der Arbeit von Ursula von der Leyen zu dem Schluss, dass es sich um einen minderschweren Fall handele. Die Hochschuluntersuchungskommission stellte fest, dass 20 % der Arbeit fehlerhaft seien, dass aber nur an drei Stellen „schwere Fehler“ nachzuweisen seien.

### Aberkennung auf Grund nachträglich eingetretener Tatsachen
Insbesondere der Doktorgrad kann auch durch Fehlverhalten nach der Verleihung wieder entzogen werden.
Nach § 49 VwVfG darf ein rechtmäßiger begünstigender Verwaltungsakt, auch nachdem er unanfechtbar geworden ist, ganz oder teilweise mit Wirkung für die Zukunft widerrufen werden, wenn die Behörde auf Grund nachträglich eingetretener Tatsachen berechtigt wäre, den Verwaltungsakt nicht zu erlassen, und wenn ohne den Widerruf das öffentliche Interesse gefährdet würde. Als derartige nachträglich eingetretene Tatsache kommt auch eine strafgerichtliche Verurteilung in Betracht, wenn spiegelbildlich zum Entziehungstatbestand eine Regelung in der betreffenden Promotionsordnung bestimmt, dass die Zulassung zur Prüfung abgelehnt werden kann, wenn eine strafgerichtliche Verurteilung wegen einer vorsätzlichen Straftat zu einer Freiheitsstrafe von mindestens einem Jahr vorliegt.
Einem strafbaren Verhalten des Promotionsbewerbers darf eine Hochschule aber nur insoweit Relevanz beimessen, als wissenschaftsbezogene Straftaten in Rede stehen. Dasselbe gilt bei nachträglicher „Unwürdigkeit“, was in Baden-Württemberg, Bayern, Berlin, Rheinland-Pfalz, Sachsen-Anhalt und Thüringen ein Entzugsgrund ist. Auch nach dem Gesetz über die Führung akademischer Grade aus dem Jahr 1939, das zunächst in der Bundesrepublik fortgalt, u. a. in Nordrhein-Westfalen bis 1987, konnte der Grad entzogen werden, wenn sich der Inhaber durch „späteres Verhalten der Führung eines akademischen Grades unwürdig erwiesen hat“.
Als exemplarisch gilt der Fall Jan Hendrik Schön: Dieser wurde 1998 an der Universität Konstanz promoviert. In seinen späteren Publikationen, nicht allerdings in der Dissertation, wurden ihm dann wiederholt Manipulationen nachgewiesen; 2004 entzog ihm die Universität Konstanz den Doktorgrad. Sein Widerspruch wurde 2009 zurückgewiesen. Der dagegen gerichteten Klage gab das Verwaltungsgericht Freiburg im September 2010 statt. Es führte aus, der Begriff der „Unwürdigkeit“ sei nicht wissenschaftsbezogen, sondern restriktiv in dem Sinne auszulegen, dass er nur erfüllt sei, wenn der Titelinhaber eine von der Allgemeinheit besonders missbilligte, vorsätzliche Straftat begangen habe, die ein besonderes Unwerturteil enthalte. Auf die Berufung der Universität änderte der Verwaltungsgerichtshof Mannheim das Urteil und wies die Klage mit der Begründung ab, die „Unwürdigkeit“ zur Führung eines Doktorgrades könne aus Wesen und Funktion der Verleihung wissenschaftsbezogen bestimmt und ausgelegt werden. Schöns Revision wies das Bundesverwaltungsgericht zurück; die dagegen erhobene Verfassungsbeschwerde wurde vom Bundesverfassungsgericht 2014 nicht zur Entscheidung angenommen.

### Vermerk in Bibliothekskatalogen und Auswirkung auf die Benutzung und den Bestand
Nachdem lange umstritten war, ob ein nachträglich aberkannter akademischer Titel in der Titelaufnahme der Hochschulschrift im Bibliothekskatalog vermerkt werden sollte, wurde im Jahr 2024 ein neues Regelwerk verabschiedet. Der k10plus-Katalog der Bibliotheksverbünde BSZ und GBV änderte mit Wirkung vom 6. März 2024 seine Erfassungshilfe für Hochschulschriften. Der Entzug des akademischen Grades ist demnach – abweichend von der Angabe in der veröffentlichten Vorlage – im Katalog des Verbunds zu kennzeichnen, sofern der Entzug veröffentlicht wurde und rechtskräftig ist. In diesem Fall sind die Formangabe „Hochschulschrift“, die Hochschulschriftennummer, der akademische Betreuer, die grad-verleihende Institution und der Hochschulschriftenvermerk aus dem Titeldatensatz zu löschen. Stattdessen erfolgt ein Vermerk als „Ex-Diss“, gefolgt von Angaben über den Entzug des Grades. Das Katalogisierungshandbuch des k10plus-Katalogs ist nicht verbindlich für andere Bibliotheken. Die Deutsche Nationalbibliothek hatte aber schon im Falle zu Guttenberg eine entsprechende Anmerkung in den Titeldatensatz aufgenommen und verzeichnet das Buch auch nicht mehr als Hochschulschrift.
Eine Umfrage bei Bibliotheken im April 2024 hatte ergeben, dass Pflichtexemplarbibliotheken ein Buch, das wegen eines Plagiats vom Verlag vom Markt zurückgezogen wurde, zwar im Bestand behielten, es aber für die Benutzung sperrten. Juristische Bibliotheken sonderten den Titel aus und erklärten, sie würden Gewährleistungsansprüche geltend machen. Im Übrigen verbleibe es bei der Kennzeichnung des Titels im Katalog nach Maßgabe der Regelwerke.

### Beispiele

#### Aberkennung wegen Plagiats
Bei einem wissenschaftlichen Plagiat maßt sich der Bewerber bei der Abschlussarbeit fremde Urheberschaft bewusst an. Ein Wissenschaftsplagiat setzt voraus, dass es sich um Wissenschaft und nicht nur um reine Beobachtungen ohne irgendwelche eigenständigen Wertungen handelt, die – wenngleich nur in besonderen Fachkreisen – von jedermann beobachtet werden können.
Laut der deutschen Rechtsprechung muss zu der reinen Beobachtung wenigstens eine „kommentierende Stellungnahme abgegeben“ (Hessischer VGH, 1989) werden, „eine eigene Auseinandersetzung“ (Hessischer VGH, 1989) oder eine „Auswertung“ (VG Berlin, 2009) erfolgen. Es müssen „Gedanken und Schlussfolgerungen (...) als eigene ausgegeben“ (VG Darmstadt, 2011) werden, es sich um eigene „gedankliche und geistige Leistung“ (VG Frankfurt, 2007), „Gedankengang“ (VG Frankfurt, 2007) oder eine „Gedankenführung“ (Hessischer VGH, 1989) handeln, die eine „wissenschaftliche Tiefe“ (VG Berlin, 2009) besitzen. So handelt es sich beispielsweise bei der reinen, nicht wertenden Darstellung des Inhaltes eines Gerichtsurteils, Gesetzes, Vertragswerks noch nicht um „Wissenschaft“, da erst eine systematische Zusammenstellung unterschiedlicher Gerichtsurteile und Literaturstimmen in Bezug auf einen Themenkomplex eine geistige Leistung darstellen kann (Hessischer VGH, 1989). Wenn nach diesen Kriterien Wissenschaftsplagiate vorliegen, ist in einem zweiten Schritt zu beurteilen, ob die Verstöße erheblich sind. Hierzu ist zwischen der Qualität und der Quantität möglicher Plagiate zu unterscheiden.
Zu den Experten für die Feststellung von Plagiaten bei Dissertationen zählt unter anderem der österreichische Medienwissenschaftler Stefan Weber. Er ist Mitbegründer der Initiative Transparente Wissenschaft, auf deren Seite Dissertationen kollaborativ diskutiert werden können.
Einzelfälle
Aufsehen erregte in den 1970er Jahren der Fall von Friedrich Wilhelm Prinz von Preußen, des Urenkels von Kaiser Wilhelm II. Die Friedrich-Alexander-Universität Erlangen-Nürnberg entschied 1973, Prinz von Preußen den akademischen Grad des „Dr. phil.“ zu entziehen, der von ihm 1971 bei Hans-Joachim Schoeps erworben worden war. 1981 reichte er an der Ludwig-Maximilians-Universität in München eine andere Arbeit über das Verhältnis der Hohenzollern zum Nationalsozialismus ein und wurde damit erneut zum Dr. phil. promoviert.
Im Fall des CDU-Politikers Andreas Kasper im Juni 2009 kam es aufgrund besonderen öffentlichen Interesses neben der Aberkennung auch zu strafrechtlichen Konsequenzen in Höhe von 9000 Euro, wegen weiterer Plagiate noch einmal 10.000 Euro.
Im Februar 2011 begann die Guttenberg-Affäre. Die Internetplattform GuttenPlag Wiki hatte eine Untersuchung der Doktorarbeit des damaligen Verteidigungsministers Karl-Theodor zu Guttenberg (CSU) angestoßen. Zu Guttenberg trat im März 2011 von seinen Ämtern zurück, die Uni Bayreuth erkannte ihm im Mai 2011 den Grad ab. Ferner kam es zu einer Geldstrafe.
In den darauffolgenden Monaten wurden im Internet weitere Doktorarbeiten auf der Plattform VroniPlag Wiki auf Plagiate untersucht. Dies führte beispielsweise zur Aberkennung des Doktorgrades des FDP-Bundestagsabgeordneten Georgios Chatzimarkakis, der FDP-Europaabgeordneten und ehemaligen Vizepräsidentin des Europäischen Parlaments Silvana Koch-Mehrin und des CDU-Politikers Matthias Pröfrock. Weitere Fälle sind Bijan Djir-Sarai (FDP) und Margarita Mathiopoulos (FDP), die vor dem Verwaltungsgericht Köln und bei der Berufung vor dem Oberverwaltungsgericht NRW in Münster unterlag.
Im Februar 2013 wurde der damaligen Bundeswissenschaftsministerin Annette Schavan (CDU) und im Juni 2021 der ehemaligen Bundesfamilienministerin Franziska Giffey (SPD) der Doktorgrad aberkannt.

#### Aberkennung wegen Nichterfüllung „wissenschaftlicher Mindeststandards“
Im Mai 2011 wurden Vorwürfe gegen Gundolf Keil laut, nach denen er an der Universität Würzburg eine „universitäre Doktorfabrik“ betrieben habe. Die Universität Würzburg leitete eine Überprüfung der von Keil betreuten Dissertationen ein und stellte in Aussicht, Doktorgrade abzuerkennen, weil sie „wissenschaftliche Mindeststandards“ nicht erfüllten. Im November 2012 wurden in zwei Fällen Doktorgrade entzogen.

### Nationalsozialismus

#### Aberkennung aus rassischen oder politischen Gründen
Nach dem Gesetz über den Widerruf von Einbürgerungen und die Aberkennung der deutschen Staatsangehörigkeit vom 14. Juli 1933 konnten „Reichsangehörige, die sich im Ausland aufhalten, der deutschen Staatsangehörigkeit für verlustig erklärt werden, sofern sie durch ein Verhalten, das gegen die Pflicht zur Treue gegen Reich und Volk verstößt, die deutschen Belange geschädigt haben.“ Durch Arisierungspolitik und „forcierte Auswanderung“ zur Emigration gezwungen, verloren danach neben politischen Gegnern des NS-Regimes auch viele jüdische Akademiker ihre deutsche Staatsangehörigkeit.
Die deutschen Universitäten nahmen das Gesetz zum Anlass einer weitreichenden Änderung ihrer Promotionsordnungen mit der Begründung, die „emigrierten Landesverräter“ seien nicht würdig, einen deutschen Doktortitel zu tragen. Während die Promotionsordnungen eine Ermessensentscheidung über die Aberkennung des Doktorgrads wegen Unwürdigkeit vorsahen, wurde durch Ministerialerlasse bestimmt, dass „in jedem Fall“ unwürdig sei, wem auf Grundlage des Ausbürgerungsgesetzes vom 14. Juli 1933 die Staatsangehörigkeit entzogen wurde.
Eine weitere Bestimmung der seit 1934 durch verschiedene Erlasse gleichgeschalteten Promotionsordnungen sah vor, dass die Doktorwürde durch die Universität wieder entzogen werden konnte, wenn ihr Träger wegen einer strafbaren Handlung verurteilt worden war. Zu diesen strafbaren Handlungen zählten insbesondere eindeutig als politisch und ideologisch zu klassifizierende Delikte wie Hochverrat, Verstöße gegen das Heimtückegesetz, die sog. Rassenschande oder das Abhören von Feindsendern. Für andere Delikte, die auch schon vor 1933 strafwürdig waren, wie etwa Homosexualität oder Abtreibung, wurde das Strafmaß in bestimmten Fällen aus ideologischen Gründen drastisch verschärft. An der Münchener Universität gab es in der Zeit von 1933 bis 1945 achtzehn Aberkennungen mit dieser Begründung. Für die Zeit nach 1933 ist es im Nachhinein jedoch schwer feststellbar, ob eine strafrechtliche Verurteilung im Einzelfall aus politischen Gründen erfolgt war, was auch die spätere Rehabilitierung in der Bundesrepublik erschwerte.
Die Doktorwürde konnte auch dann wegen „Unwürdigkeit“ entzogen werden, wenn ein Gerichtsurteil gegen einen Promovierten als Nebenfolge den Verlust der bürgerlichen Ehrenrechte vorsah.
Durch § 4 des Gesetzes über die Führung akademischer Grade vom 7. Juni 1939 wurden die Entzugsvoraussetzungen reichsgesetzlich geregelt, aber das Tatbestandsmerkmal unwürdig nicht definiert.
Bis 1945 wurden auf diese Weise rund 2000 überwiegend jüdischen Doktoren ihr an einer deutschen Hochschule erworbener Doktorgrad aberkannt.

#### Rehabilitierung
Die Wiedergutmachungspolitik nach dem Zweiten Weltkrieg zielte vor allem auf materielle Entschädigung. Die Rehabilitierung der Depromovierten als immaterieller Akt spielte allein deshalb in der Nachkriegszeit eine untergeordnete Rolle. Hinzu kam eine unklare Rechtslage ohne gesetzliche oder zumindest ministerielle Regelungen, außerdem der Umstand, dass die für eine Wiederverleihung akademischer Grade zuständigen Hochschulorgane (Consilium decanale) zumeist noch mit denselben Personen besetzt waren, die die Aberkennungen ausgesprochen hatten. Auch an den deutschen Universitäten wurde die Frage individueller oder institutioneller Schuld „nicht oder nur in allgemein-unverbindlicher Form artikuliert“.
Einige Hochschulen haben die Betroffenen erst später offiziell rehabilitiert, darunter Hamburg 1991, Frankfurt am Main 1995, die Universität Bonn 1998, die Humboldt-Universität Berlin, Münster 2000, Marburg 2002, Gießen 2006.
Die Zahl der Depromotionen an der Universität Leipzig umfasste mindestens 73 Betroffene in der Zeit von 1933 bis 1944, wie Burkhard Boemke in einer Feierstunde am 30. April 2007 zur Aufhebung erklärte.
Die Universität Würzburg erkannte zwischen 1933 und 1945 insgesamt 184 Wissenschaftlerinnen und Wissenschaftlern die Doktorwürde ab. Vor allem Wissenschaftler jüdischer Herkunft sollten damit herabgewürdigt werden. In Einzelfällen konnten die Betroffenen nach der Zeit des Nationalsozialismus die Aberkennung widerrufen lassen. Nach einer länger andauernden Aufarbeitung dieser Depromotionen durch eine Kommission im Jahr 2010 hat die Universität alle Betroffenen, zu einem großen Teil posthum, in einem Festakt am 30. Mai 2011 wieder in ihre akademische Würden eingesetzt.
An der Universität Wien setzte sich das Projekt „Akademische ‚Würde‘ – Aberkennungen und Wiederverleihungen akademischer Grade an der Universität Wien“ mit den Aberkennungen und Wiederverleihungen akademischer Grade zwischen 1845 und 2005 auseinander. Es ging aus einer Studie hervor, die sich 2003 bis 2004 mit der „Nichtigerklärung von Aberkennungen“ aus der Zeit des Nationalsozialismus beschäftigt hatte. An einer Gedenkveranstaltung an der Universität Wien im März 2004 wurden 31 Aberkennungen aus der Zeit des Nationalsozialismus für nichtig erklärt: etwa die von Otto Abeles, Bruno Bettelheim, Paul Stefan, Otto Stern und Stefan Zweig.

### In der DDR erworbene akademische Grade
Nach Art. 37 Abs. 1 des Einigungsvertrags blieb das in der DDR erworbene Recht auf Führung staatlich anerkannter oder verliehener akademischer Berufsbezeichnungen, Grade und Titel durch die Herstellung der Einheit Deutschlands 1989/1990 unberührt. Das gilt entgegen politischen Forderungen auch für die von der Hochschule des Ministeriums für Staatssicherheit verliehenen Doktorgrade. Zudem wurde die Hochschule 1990 aufgelöst, so dass es seitdem kein zuständiges Hochschulorgan für eine Aberkennung mehr gibt.

### Darstellung der Aberkennung in Lebensläufen
Umstritten ist, ob und in welcher Weise eine zurückgenommene Promotion in einem Lebenslauf aufgeführt werden kann, weil die Verleihung des akademischen Grads mit Wirkung für die Vergangenheit zurückgenommen wird. Die Angabe im Lebenslauf von Annette Schavan, „1980: Promotion zum Dr. phil. (gültig bis 2014)“ wurde von Wolfgang Löwer als unzulässig angesehen.

## Österreich
Das Universitätsgesetz (UG) sieht vor, Absolventen nach erfolgreich abgelegter Abschlussprüfung den festgelegten akademischen Grad von Amts wegen zu verleihen (§ 87 UG). Nach § 89 UG ist der Verleihungsbescheid aufzuheben und einzuziehen, wenn sich nachträglich ergibt, dass der akademische Grad insbesondere durch gefälschte Zeugnisse oder durch das Vortäuschen von wissenschaftlichen oder künstlerischen Leistungen erschlichen worden ist.
Gem. § 46 UG haben die Universitätsorgane in allen behördlichen Angelegenheiten das Allgemeine Verwaltungsverfahrensgesetz (AVG) anzuwenden. Für den Tatbestand der Erschleichung im Sinne des § 69 AVG sind nach der Rechtsprechung des Verwaltungsgerichtshofs mehrere Voraussetzungen nötig: Es müssen in Irreführungsabsicht vorsätzlich objektiv unrichtige Angaben wesentlicher Bedeutung von der Partei bei der Behörde gemacht worden sein, die die Behörde dem Bescheid zugrunde gelegt hat. Bei wissenschaftlichen Arbeiten ist ein Erschleichen dann anzunehmen, wenn wesentliche Teile der Arbeit in Täuschungsabsicht abgeschrieben wurden und das Werk bei Bekannt-Sein dieser Umstände schlechter (also negativ oder mit einer weniger günstigen positiven Note) beurteilt worden wäre. Bei begründetem
Verdacht hat der Betreuer der Arbeit eine Prüfung der Unterlagen vorzunehmen.
Wegen der in Österreich auch für Hochschulorgane geltenden strengen Amtsverschwiegenheit werden Details des Aufhebungsverfahrens in der Regel nicht öffentlich.
Strafrechtliche Sanktionen für erschlichene Leistungen bei Prüfungen und wissenschaftlichen Arbeiten gibt es seit dem Strafrechtsänderungsgesetz 1987 nicht mehr. § 108 StGB (Täuschung) wurde durch Ausschluss der Täuschung staatlicher Organe in Bezug auf die Ausübung von Hoheitsrechten entsprechend eingeschränkt.

## Schweiz
Nach Art. 62 BV ist das Hochschulwesen als Teil des Schulwesens grundsätzlich Sache der Kantone.
Die Hochschulen und ihre Fakultäten beziehungsweise Departemente haben gestützt auf die entsprechenden kantonalen Hochschulgesetze verschiedene Regelungen erlassen, welche den Erwerb und den Gebrauch eines akademischen Titels sowie die Sanktionen bei Verstößen gegen die Prinzipien der wissenschaftlichen Integrität und ethisch korrekten Verhaltens umfassen.
So regelt beispielsweise § 38 der Promotionsverordnung an der Rechtswissenschaftlichen Fakultät der Universität Zürich die Aberkennung eines akademischen Grades durch die Fakultätsversammlung. Stellt sich nach Verleihung heraus, dass die Zulassung zum Doktorat erschlichen worden ist oder ein unlauteres Verhalten vorliegt, wird der verliehene Grad durch die Fakultätsversammlung aberkannt; allfällige Urkunden werden eingezogen. Unlauter sind insbesondere die mehr oder weniger wörtliche Übernahme von Texten aus Schriften anderer Autorinnen oder Autoren ohne Quellenangabe (Plagiat) und die Verwendung unerlaubter Hilfsmittel bei Erbringung eines Leistungsnachweises.
Ein prominentes Beispiel ist die Nationalrätin Doris Fiala.